# Michiko Yokote
Michiko Yokote (横手 美智子?, Yokote Michiko; ...) è una sceneggiatrice giapponese.
In realtà si tratta di un gruppo di sceneggiatori, che usano questo nome perché vengono coordinati da una donna di nome Michiko. Hanno collaborato alla realizzazione di fumetti, film e serie animate nipponiche.

## Opere

### Anime
Soggetto originale
- Principesse sirene - Mermaid Melody

Head Script Writer (Series Composition)
- Air Master
- Genshiken
- Gravitation
- Haré+Guu
- Onii-chan wa oshimai!
- Princess Tutu
- Saint Seiya: The Hades Chapter
- Shūmatsu Train doko e iku?
- Strange Dawn
- The Grimm Variations
- xxxHolic
- You're Under Arrest (Second Season)

Sceneggiatura
- .hack//SIGN
- Binan kōkō Chikyū bōei-bu Love!
- Bleach
- Bright: Samurai Soul
- Comic Party
- Cowboy Bebop
- Good Night World
- Hikaru no Go
- Iriya no Sora, UFO no Natsu
- Kamikaze Kaito Jeanne
- Magic User's Club (TV)
- Magical Project S
- Naruto
- Patlabor
- RDG Red Data Girl
- Oh, mia dea! The Movie
- Saint Seiya Heaven Chapter Overture

Script coordinator
- Gintama

### Tokusatsu
- Mahou Sentai Magiranger
- Tokusou Sentai Dekaranger
- Jūken Sentai Gekiranger

### Romanzi
- Patlabor (2) Syntax Error
- Patlabor (3) Third Mission
- Patlabor (4) Black Jack Vol. 1
- Patlabor (5) Black Jack Vol. 2